# Pseudaphelia balanoal
Pseudaphelia balanoal är en fjärilsart som beskrevs av Guérin-meneville 1847. Pseudaphelia balanoal ingår i släktet Pseudaphelia och familjen påfågelsspinnare. Inga underarter finns listade i Catalogue of Life.